# Estnische Badmintonmeisterschaft 1971
Die Estnische Badmintonmeisterschaft 1971 fand im September 1971 in Tallinn statt. Es war die 7. Austragung der Titelkämpfe.

## Medaillengewinner
| Disziplin    | Gold                                             | Silber                                | Bronze                                 |
| ------------ | ------------------------------------------------ | ------------------------------------- | -------------------------------------- |
| Herreneinzel | Jüri Tarto, Tallinn                              | Boris Bogovski, Tartu                 | Alfred Kivisaar, Tartu                 |
| Dameneinzel  | Riina Valgmaa, Tartu                             | Skaidrite Nurges, Tallinn             | Tiina Ambur, Tallinn                   |
| Herrendoppel | Jaak Nuuter Heino Aunin, Tallinn / Tartu         | Alfred Kivisaar Toivo Raudver, Tartu  | Jüri Tarto Raivo Kristianson, Tallinn  |
| Damendoppel  | Riina Valgmaa Mariann Siliksaar, Tartu / Tallinn | Skaidrite Nurges Tiina Ambur, Tallinn | Merike Vaimel Eda Heinaru, Tallinn     |
| Mixed        | Jaak Nuuter Mare Metsalu, Tallinn                | Toivo Raudver Riina Valgmaa, Tartu    | Raivo Kristianson Tiina Ambur, Tallinn |